# Sings the Blues (альбом Джиммі Візерспуна)
Sings the Blues — студійний альбом американського блюзового співака Джиммі Візерспуна, випущений у 1960 році лейблом Crown.

## Опис
Альбом Sings the Blues був записаний Джиммі Візерспуном у 1960 році. Матеріал оригінального LP складає в основному стандарти, які Візерспун виконує у складі невеликого комбо на блюзовій сесії із акцентом на джаз. Репертуар присвячений кавер-версіям пісень Б. Б. Кінга, Т-Боун Вокера, Біллі Райта, Біллі Екстайна, Джо Тернера, Лероя Карра та ін.; власна пісня Візерспуна «River Blues» є єдиним тут оригіналом.

## Список композицій
1. «Stormy Monday» (Т-Боун Вокер) — 3:44
2. «I'll Never Be Free» — 3:24
3. «She Moves Me» (Сем Лінг) — 3:26
4. «Card Playing Blues» (Біллі Райт) — 3:53
5. «Please Hurry Home» (Джо Джосі, Райлі Б. Кінг) — 2:24
6. «Jelly Jelly» (Біллі Екстайн, Ерл Гайнс) — 2:43
7. «Riding Blues» (Піт Джонсон, Джо Тернер) — 2:47
8. «The Blues Came Falling Down» (Лерой Карр) — 3:18
9. «Sad Life» (Гровер Макденіел) — 3:38
10. «River Blues» (Джиммі Візерспун) — 2:35

## Учасники запису
- Джиммі Візерспун — вокал